# Saint-Benoît (Vienne)
Saint-Benoît è un comune francese di 7 269 abitanti situato nel dipartimento della Vienne nella regione della Nuova Aquitania.

## Società

### Evoluzione demografica
Abitanti censiti